# Алек Дъглас-Хюм
Александър Фредерик Дъглас-Хюм (на английски: Alexander Frederick Douglas-Home) е британски политик от Консервативната партия.

## Биография
Той е роден на 2 юли 1903 г. в Лондон в шотландско благородническо семейство. През 1925 г. завършва история в Оксфордския университет. През 1931 г. е избран в Камарата на представителите, където е сътрудник на Невил Чембърлейн. След Втората световна война е външен министър на Великобритания през 1960 – 1963 и 1970 – 1974 г., а през 19 октомври 1963 – 16 октомври 1964 г. е министър-председател.
Алек Дъглас-Хюм умира на 9 октомври 1995 г. в Колдстрийм, Шотландия.